# Westerburen (Schiermonnikoog)
Westerburen (Fries: Westerbuorren) was een dorp op het waddeneiland Schiermonnikoog op de locatie van het huidige Westerstrand. 
Al in 1570 moesten de woningen in het westen van het dorp verlaten worden en begon men meer naar het oosten nieuwe huizen te bouwen in de buurtschappen Oosterburen en de Molenbuurt. Op een 17e-eeuwse kaart staan nog een kerk, een molen en veertien huizen getekend, maar vanaf 1650 kwamen huizen steeds vaker onder water te staan en vanaf 1717 werd het ene na het andere huis door zware stormen weggeslagen. Men verhuisde weer naar Oosterburen en de buurtschap Dompen en vanaf 1720 was Westerburen verlaten. Op 2e kerstdag 1760 verdwenen de laatste huizen in zee.